# Daniel Ramazani
Daniel Ramazani (ur. 14 stycznia 1987 w Peqin) – albański piłkarz, grający na pozycji obrońcy. W sezonie 2021/2022 zawodnik KF Luzi United. Reprezentował kraj na szczeblu młodzieżowym.

## Kariera klubowa

### Początki (2006–2009)
Wychowanek Shkumbini Peqin, do pierwszego zespołu trafił w 2006 roku.

### KF Elbasani (2009–2011)
15 sierpnia 2009 roku trafił do KF Elbasani. W tym klubie zadebiutował 22 sierpnia w meczu przeciwko KF Tirana, zremisowanym 1:1, grając cały mecz. Łącznie zagrał 13 meczów.

### Powrót do Shkumbini (2011–2014)
9 września 2011 roku wrócił do Shkumbini Peqin. Zadebiutował tam dzień później w meczu przeciwko Bylis Ballsh, przegranym 5:2, grając 25 minut. Łącznie w tym klubie zagrał 43 mecze.

### Dalsza kariera (2014–)
18 września 2014 roku dołączył do KF Tomori.
12 września 2015 roku wrócił po raz drugi do Shkumbini.
24 stycznia 2020 roku trafił do Egnatia Rrogozhinë.
28 września 2020 roku po raz trzeci wrócił do Shkumbini.
1 lipca 2021 roku trafił do KF Luzi United.

## Kariera reprezentacyjna
Ma na koncie 3 występy w kadrze U-21.